# سانت أغاتا دي غوتي
سانت أغاتا دي غوتي (بالإيطالية: Sant'Agata de' Goti)‏ هي بلدية في محافظة بينيفينتو في المنطقة الإيطالية كامبانيا، تقع على بعد حوالي 35 كم من نابولي الشمال الشرقي وتبعد نحو 25 كيلومترا إلى الغرب من بينيفينتو بالقرب من سفح جبل مونت تابيرنو.
الاسم لا تستمد من الهيمنة القوطية في إيطاليا (القرن 5-6)، من أكثر المدن جمالا في إيطاليا.

## السكان
في سنة 1861 بلغ عدد السكان 7٬957 نسمة، وتطور العدد ليصل في سنة 2011 لـ 11٬310 نسمة.
يظهر هذا المخطط البياني تطور النمو السكاني لـ سانت أغاتا دي غوتي

## أعلام
- إغنازيو أباتي
- جيوفاني فوسكو